# The Pest (1919)
The Pest (em Portugal: O Último Capítulo) é um filme norte-americano de 1919, do gênero comédia dramática, dirigido por Christy Cabanne com roteiro escrito por Melville W. Brown e estrelados pelos atores Mabel Normand e John Bowers.

## Elenco
- Mabel Normand ... Jigs
- John Bowers ... Gene Giles
- Charles K. Gerrard ... John Herland
- Alec B. Francis ... Judge Fisher
- Leota Lorraine ... Blanche Blodgett
- Jack Curtis ... Asher Blodgette
- Pearl Elmore ... Amy Blodgett
- James Bradbury Jr. ... 'Noisy' Wilson
- Vera Lewis ... Housekeeper